# Königsbrücker Kamelien

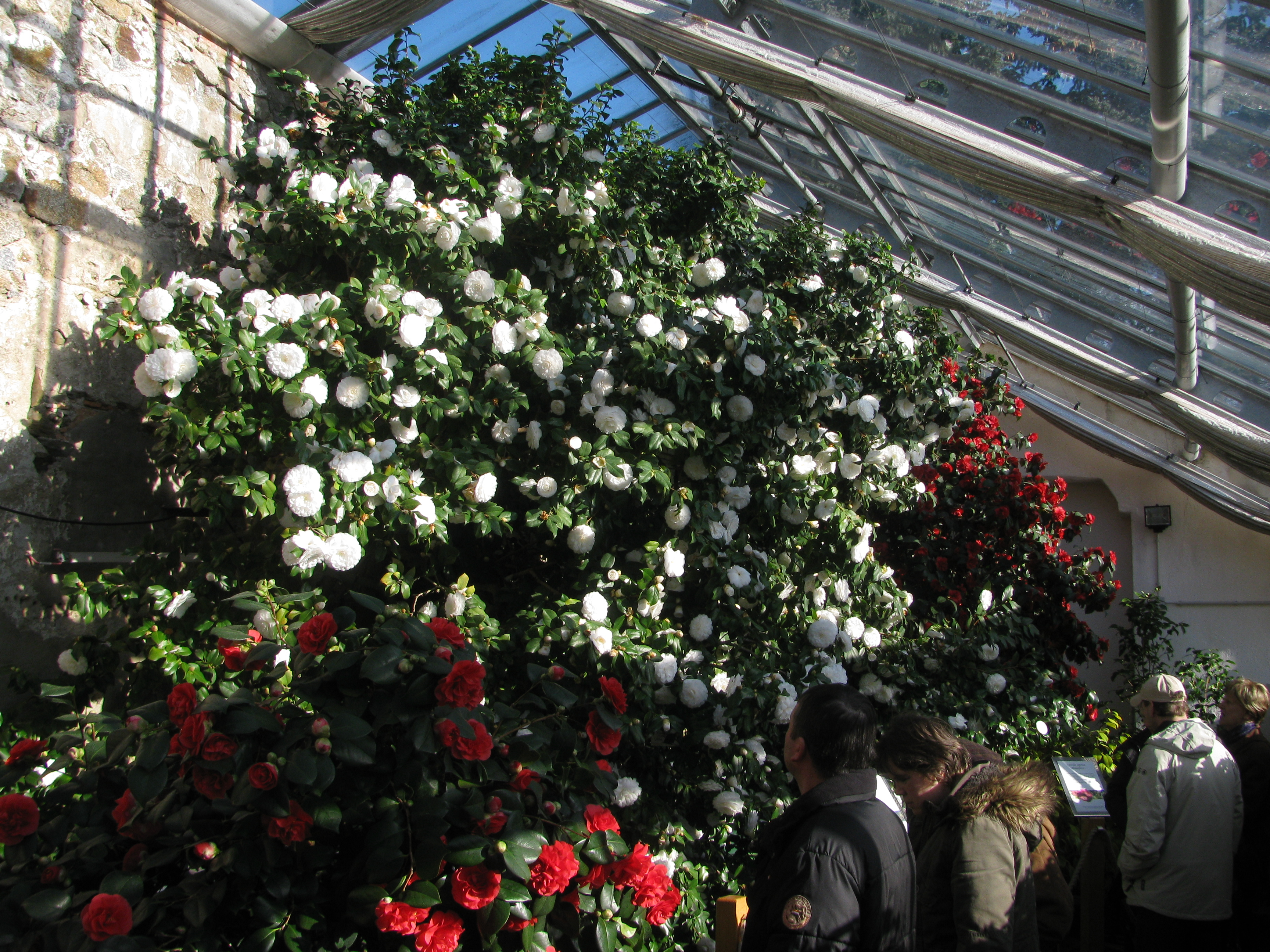
Königsbrücker Kamelien

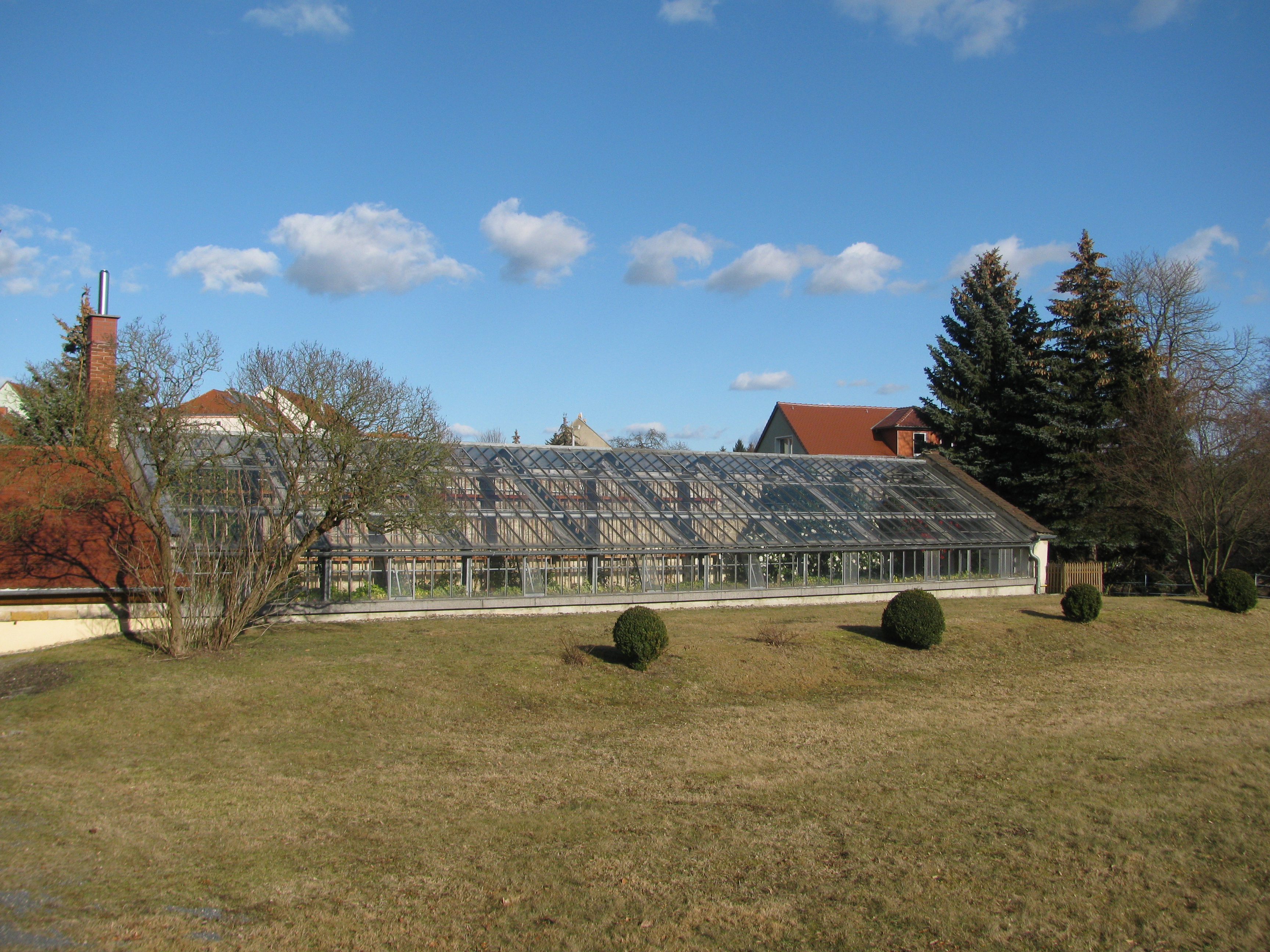
Gewächshaus der Königsbrücker Kamelien

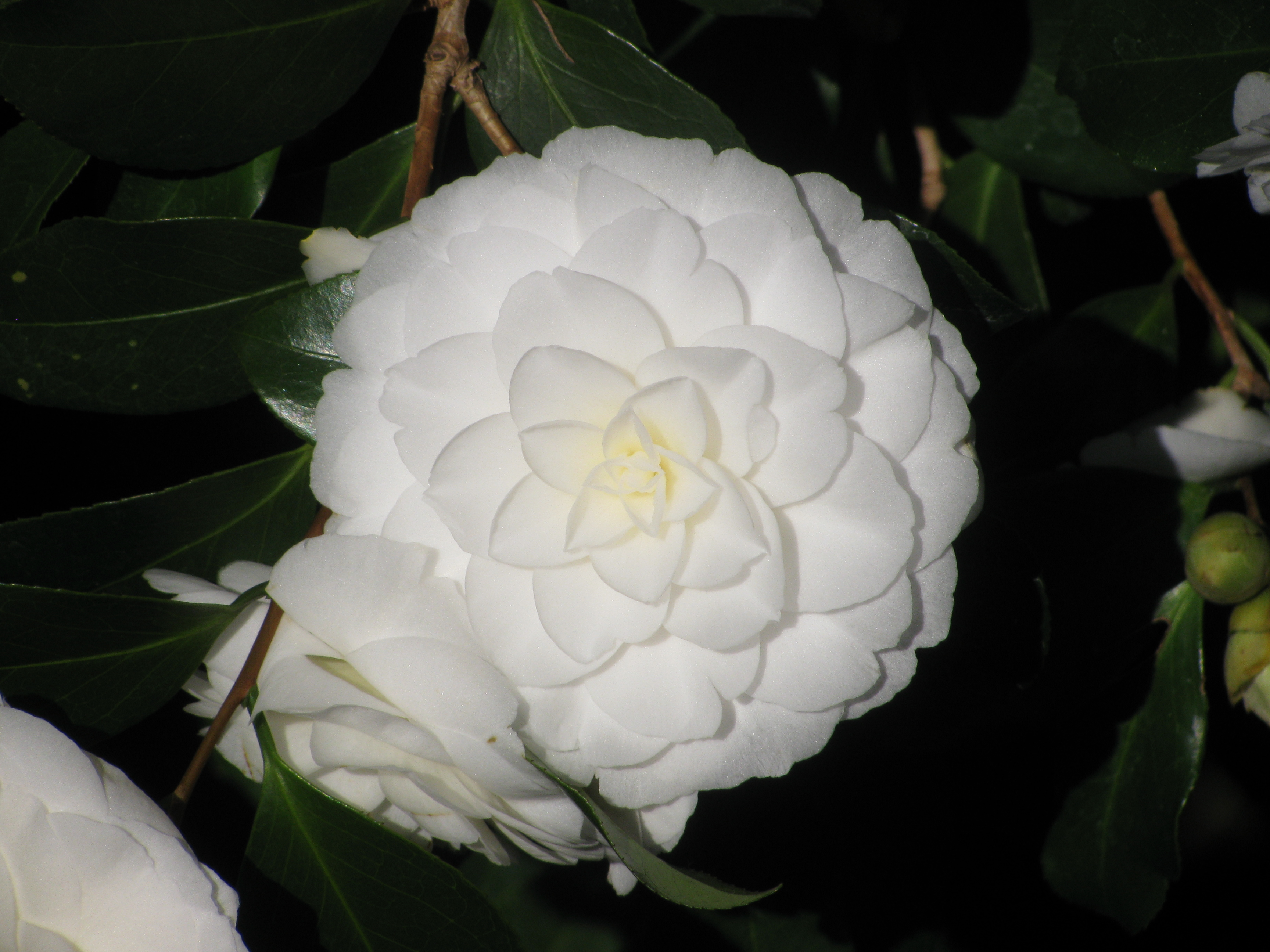
Blüte der Sorte 'Alba Plena', weiß, gefüllt

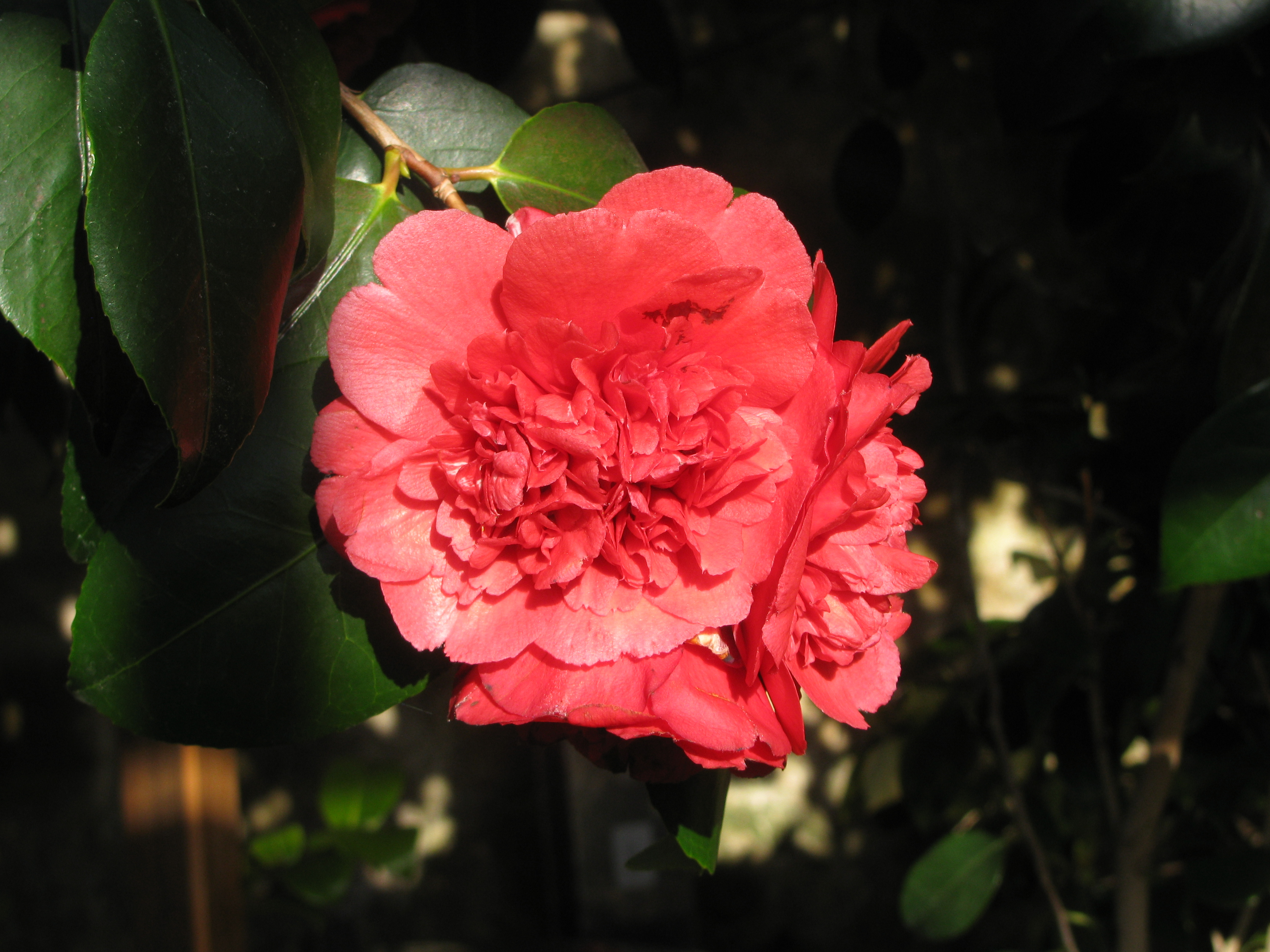
Blüte der Sorte 'Althaeiflora', rot, gefüllt

Die drei Königsbrücker Kamelien gelten als die ältesten zusammenstehenden Kamelien in Europa nördlich der Alpen. Sie wurden vermutlich um 1825 gepflanzt und stehen in einem Gewächshaus am Schloss Königsbrück in der gleichnamigen Stadt im Westen des Landkreises Bautzen, Sachsen.

## Beschreibung
Von den drei wahrscheinlich 1825 gepflanzten Exemplaren der Art Camellia japonica gehören zwei der weißblühenden Sorte 'Alba Plena' und eine der rotblühenden Sorte 'Althaeiflora' an. Da sie unmittelbar nebeneinander stehen, bezeichnet der lokale Volksmund die Kamelien aufgrund ihrer Blütenfarbe als „Schneeweißchen und Rosenrot“ in Anlehnung an das gleichnamige Märchen. Die Zierpflanzen sind über fünf Meter hoch und haben gefüllte Blüten mit einem Durchmesser von acht bis zehn Zentimetern. Die Exemplare der Sorte 'Alba Plena' blühen in der Regel zuerst. Die Hauptblütezeit der drei ältesten Kamelien liegt im Februar.
Daneben stehen in dem Gewächshaus neun Kameliensträucher mit bis zu zwei Metern Höhe, die aus den 1920er bzw. 1950er Jahren stammen, sowie 15 im Jahre 2000 gepflanzte Spalierkamelien. Die Hauptblütezeit dieser Pflanzen liegt im März. Insgesamt finden sich rund 30 Kamelien im Gewächshaus der Königsbrücker Schlossgärtnerei.

## Geschichte
Sachsen gilt als das Ursprungsland der deutschen Kamelienzucht. Bereits 1801 wurde die Pillnitzer Kamelie gepflanzt. In Dresden gründeten die Gebrüder Seidel 1813 eine Gärtnerei, die sich zunehmend auf Kamelien spezialisierte. Sie hatte 1824 bereits 19 Kameliensorten im Sortiment. Nicht bewiesen, aber möglich ist, dass die Königsbrücker Kamelien aus der Seidelschen Kameliensammlung stammen, die heute im Pirnaer Stadtteil Zuschendorf angesiedelt ist, und zu Beginn des 19. Jahrhunderts von Peter Carl Wilhelm von Hohenthal oder dessen Nachfahren nach Königsbrück gebracht worden sind. Ein exaktes Datum, seit wann sich die Kamelien in Königsbrück befinden, ist nicht bekannt. Eine genaue Untersuchung, die über das tatsächliche Alter der Kamelien Klarheit bringen kann, ist nach Meinung des Experten Matthias Riedel, Leiter der Botanischen Sammlungen Zuschendorf, für das weitere Wachstum der Pflanzen zu riskant. In der Königsbrücker Kirchenchronik findet sich 1846 die Eintragung, dass ein Kamelienhaus wieder hergerichtet worden sei. Dies ist ein Hinweis darauf, dass ein solches Kamelienhaus mit hoher Wahrscheinlichkeit schon früher existiert hat. Akten des Sächsischen Staatsarchivs belegen, dass Heinrich Friedrich von Friesen, damaliger Herr der Standesherrschaft Königsbrück, von 1728 bis 1746 umfangreiche Renovierungsarbeiten am Schlossgarten und der Orangerie durchführen sowie zwei neue massive Gewächshäuser am Schloss bauen ließ. Ein Dampfkesselhaus mit Blumenzuchtgebäude wurde 1872 erwähnt. Am 11. Dezember 1897 empfahl der Königsbrücker Schlossgärtner R. Hoffmann in der Westlausitzer Zeitung blühende „Camellien“.
Wegen Baumaßnahmen am Schloss entfiel 1996 die Wärmeversorgung des alten Gewächshauses. Das Ausgraben der Kamelien war durch die Größe und die starken Verwachsungen im Mauerwerk nicht möglich. Deshalb wurde als Interimslösung eine mobile Ölheizung installiert. Im Jahre 1998 sanierte der Freistaat das Gewächshaus, das etwa fünf mal 20 Meter groß ist. Auch durch den Einbau einer modernen Heizung und eine automatische Beschattungsanlage verbesserten sich die Bedingungen derart, dass die Blütenfarbe der Kamelien in den Folgejahren merklich kräftiger wurde.
Erst um 2000 wurde Königsbrück als traditionsreicher sächsischer Kamelienstandort bekannt. Aus Anlass des Jubiläums „200 Jahre Kamelien in Sachsen 1804 bis 2004“ gab die Deutsche Post im August 2004 eine Sonderbriefmarke der Serie „Post“ mit Kamelienmotiv heraus. Zu der Ganzsache gehörte auch ein von Rolf Kraus aus Neuwied gestalteter Schmuckumschlag in einer Auflage von 200.000 Stück, der als Motiv Blüten der weißen Sorte 'Alba Plena' vorm Königsbrücker Schlosstor zeigte.
Im Jahr 2004 befreiten Arbeiter den Boden unter den neun im 20. Jahrhundert gekeimten Kamelien von kalkhaltigem Bauschutt, da zuvor mehrere Exemplare braune Blätter bekommen hatten.

## Ausstellung
Die Kamelien sind bei der alljährlichen Kamelienschau jeden Sonntag ungefähr Mitte Januar bis Mitte April im Gewächshaus am Schloss Königsbrück in ihrer vollen Blüte zu sehen. Pro Jahr zählt die Kamelienschau regelmäßig mehr als 10.000 Besucher. Im Angebot sind Ableger der drei alten Kamelien, die mit einem Echtheitszertifikat ausgestattet sind. Die 10. Kamelienschau wurde am 25. Januar 2009 im Beisein des sächsischen Ministerpräsidenten Stanislaw Tillich eröffnet. Die Kameliengruppe des Königsbrücker Heimatvereins beschäftigt sich das gesamte Jahr mit der Pflege der Zierpflanzen. Jedes Jahr präsentiert der Verein zwei ehrenamtliche Kameliendamen. Der Verein plant derzeit (Stand: 2011) eine Vergrößerung des Gewächshauses. An den Vorplanungen und Entwürfen war der aus Königsbrück stammende Architekt Wolfgang Hänsch beteiligt. Die Kosten für das Vorhaben liegen über 100.000 Euro.